# Zooblax celebensis
Zooblax celebensis är en skalbaggsart som först beskrevs av Lansberge 1884.  Zooblax celebensis ingår i släktet Zooblax och familjen långhorningar.
Artens utbredningsområde är Sulawesi. Inga underarter finns listade i Catalogue of Life.